# لورتا کولشی
لورتا کولشی (انگلیسی: Loreta Kullashi؛ زادهٔ ۲۰ مهٔ ۱۹۹۹) بازیکن فوتبال اهل سوئد است.
وی همچنین در تیم ملی فوتبال زنان سوئد بازی کرده‌است.